# Джузепе Ачерби
Джузепе Ачерби (на италиански: Giuseppe Acerbi) е италиански пътешественик-изследовател, писател, археолог, дипломат.

## Ранни години (1773 – 1798)
Роден е на 3 май 1773 година в Кастел Гофредо, провинция Мантуа, Италия. През 1798 завършва право в университета в Павия, знае няколко европейски езика и политически е близо до якобинците във Франция.

## Изследователска дейност (1798 – 1802)
През 1798 и 1799 предприема пътуване в Швеция, Финландия и Лапландия, като основните му изследвания са в областта на етнографията, бита и фолклора на лапландците. Дава първото описание на финландската сауна.
През 1798 с няколко спътника се изкачва по река Турнеелв (570 км) и по левия ѝ приток Муониойоки, пресича възвишението Манселкя (718 м) и по река Алтаелв се спуска до Алта фиорд (70°07′ с. ш. 23°09′ и. д. / 70.116667° с. ш. 23.15° и. д.). Преминава през протока Варгсун (70°22′ с. ш. 23°26′ и. д. / 70.366667° с. ш. 23.433333° и. д.), отделящ остров Сейлан (70°25′ с. ш. 23°16′ и. д. / 70.416667° с. ш. 23.266667° и. д.) от континента и протока Ролвсьосун, отделящ остров Ролвсьо (70°58′ с. ш. 24°00′ и. д. / 70.966667° с. ш. 24° и. д.) от континента, заобикаля п-ов Порсангер от север и достига до остров Магерьо (71°03′ с. ш. 25°42′ и. д. / 71.05° с. ш. 25.7° и. д., 275 км2). На обратния път посещава остров Квальо (70°38′ с. ш. 23°54′ и. д. / 70.633333° с. ш. 23.9° и. д.) и изследва възвишението Оунаселкя (821 м), разположено покрай левия бряг на река Турнеелв.
След завръщането си, през 1802 г. издава книга на английски език, в която описва извършеното от него пътуване в Северна Европа.

## Следващи години (1802 – 1846)
В началото на ХІХ век няколко години е служител в посолството на Цезалпийската република във Франция, но след публикуването на книгата му през 1802, в която има немалко протести срещу политиката на Наполеон Бонапарт, е принуден да прекрати дипломатическата си кариера и се завръща в родния си дом, където се отдава на отглеждане на селскостопански култури.
След падането на Наполеон през 1814 отново за няколко години е в дипломацията, като е консул на Австрия в Португалия, след което се отдава на литературно поприще до 1825 като е управител на Италианската библиотека (La Biblioteca Italiana). След това участва в известната археологическа експедиция на Жан-Франсоа Шамполион в Египет, която събира огромно количество археологически материали за музеите в Милано и Мантуа.
От 1834 до 1836 отново е консул на Австрия, този път във Венеция. През 1836, вече 63-годишен, прекратява своята дипломатическа и изследователска дейност, прибира се в родния си край и през последните десет години от живота си отглежда копринени буби и подготвя книгата си за експедицията в Египет, която не успява да издаде до смъртта си през 1846 г.

## Трудове
- Travels through Swedenq Finland and Lapland to the North Cape in the years 1798 and 1799, London, 1802, 2 vol.
- Voyage au Cap Nord par la Suède, Finlande et Laponie, t. 1 – 3, Paris, 1804.
- Viaggio al Capo Nord fatto l'anno 1799q compendiato e per la prima volta pubblicato in Italia da Giuseppe Belloni antico militare italiano, Milano, 1832.
- Viaggio a Roma e a Napoli, 1834.
- Il Giordale Vienna di Giuseppe Acerbi: settembre-dicembre 1814, Milano, 1972.